# NGC 6428
NGC 6428 is een dubbelster in het sterrenbeeld Hercules. Het hemelobject werd op 7 juli 1885 ontdekt door de Franse astronoom Guillaume Bigourdan.